# Leonardo García Alarcón
Leonardo García-Alarcón (La Plata, 1976) è un direttore d'orchestra argentino, specializzato in musica barocca.

## Biografia
Nato nel 1976, Leonardo García-Alarcón studiò clavicembalo con Christiane Jaccottet e apprese da Gabriel Garrido i fondamenti dell'interpretazione della musica del XVII secolo. Successivamente fondò la Cappella Mediterranea, con la quale partecipò a numerose manifestazioni, fra le quali il Festival di Ambronay. Dopo la prima esecuzione in tempi moderni, dopo più di tre secoli, de Il Diluvio Universale di Michelangelo Falvetti, García-Alarcón ricevette la medaglia di cittadino onorario di Ambronay.
Attualmente insegna nel conservatorio di Ginevra e porta avanti diversi studi sul modo di realizzare il basso continuo nel XVII secolo. Insieme a Stéphanie de Failly è codirettore della Ensemble Clematis. Dal 2010 è inoltre direttore artistico del Chœur de Chambre de Namur e de La Nouvelle Ménestrandie.
Nel luglio 2013, insieme al suo ensemble Cappella Mediterranea, ha diretto Elena (1659) di Francesco Cavalli (1602-1676), dramma per musica in un prologo e tre atti su libretto di Giovanni Faustini, interpretato da Emőke Baráth (Elena / Venera) e Valer Barna-Sabadus (Menelao) al Théâtre du Jeu de Paume nell'ambito del Festival Internazionale d'Arte Lirica di Aix-en-Provence.
Leonardo García-Alarcón è il patrocinatore di IRIS, un'associazione che sostiene le famiglie dei pazienti con immunodeficienza primaria. Queste persone sono particolarmente sensibili alle malattie infettive e la loro vita è talvolta in pericolo.
Nel 2019, sempre con il suo ensemble Cappella Mediterranea, dirige Médée di Marc-Antoine Charpentier, con la regia di David McVicar, al Grand Théâtre de Genève. L'anno successivo mette in scena l'opera barocca Le Palais enchanté di Luigi Rossi all'Opéra de Dijon. Nel marzo 2022, nella stessa sede, ha diretto Atys di Jean-Baptiste Lully, con la regia di Angelin Prejlocaj, in una coproduzione con l'Opéra royal de Versailles.
La sua prima opera come compositore è stata La Passione di Gesù, eseguita in prima assoluta il 23 settembre 2022 nell'Abbatiale d'Ambronay nell'ambito del Festival di Ambronay,.
Nel 2025 è stato nominato “Artista dell'anno” agli International Classical Music Awards, ricevuti alla Tonhalle di Düsseldorf il 19 marzo[6].
Leonardo García-Alarcón è Chevalier de l'Ordre des Arts et des Lettres.

## Riconoscimenti
- 2011: Octaves de la musique classique
- 2012: Octaves de la musique: Concerto dell'anno
- 2013: Grand Prix Antoine Livio de la Presse musicale internationale
- 2025: "Artista dell'anno" agli International Classical Music Awards[5]

## Discografia
- Matheo Romero, Romerico Florido, Ensemble Clematis & Cappella Mediterranea, Leonardo García-Alarcón, Ricercar.
- Henry Purcell, Didone ed Enea, La Nouvelle Ménestrandie & Cappella Mediterranea, Leonardo García-Alarcón, Ambronay.
- Barbara Strozzi, Virtuosissima Compositrice, Cappella Mediterranea, Leonarda García-Alarcón, madrigali di Barbara Strozzi, Isabella Leonarda e Antonia Bembo, Ambronay.
- Girolamo Frescobaldi, Il Regno d'Amore, Ensemble Clematis, Leonardo García-Alarcón, Ricercar.
- Georg Friedrich Händel, Judas Maccabaeus HWV 63, Chœur de Chambre de Namur & Ensemble Les Agrémens, Leonardo García-Alarcón, Ambronay.
- Carlo Farina - Capriccio Stravagante & Sonate, Stéphanie de Failly, Ensemble Clematis, Leonardo García-Alarcón, Ricercar.
- Peter Philips, Motets & Madrigals, Cappella Mediterranea, Leonarda García-Alarcón, Ambronay.
- Michelangelo Falvetti, Il Diluvio Universale, Cappella Mediterranea, Chœur de Chambre de Namur, Leonarda García-Alarcón, Ambronay.
- Antonio de Salazar, Felipe Madre de Deus, Maestros Andaluces en Nueva Espana, Cappella Mediterranea, Leonarda García-Alarcón, Almaviva.
- Carolus Hacquart, Cantiones & Sonate, Ensemble Clematis, Leonarda García-Alarcón e Stéphanie de Failly.
- Johann Sebastian Bach, cantate BWV 201 e BWV 205.
- Giovanni Giorgi, Ave Maria.
- Gioseffo Zamponi, Ulisse all'Isola di Circe, Ricercar.